# 2013 ET
2013 ET è un asteroide near-Earth del diametro medio di circa 100 m.
Fu scoperto il 3 marzo 2013, sei giorni prima del suo passaggio più ravvicinato alla Terra, avvenuto il 9 marzo 2013, a 0,006520 UA (975 400 km).